# Obični ostak
Obični ostak (zeljasti ostak; lat. Sonchus oleraceus) je biljka iz porodice Compositae, udomaćena u Europi i Aziji. Širom svijeta biljka je također prisutna kao invazivna vrsta i korov. Mladi su listovi biljke jestivi. Cvate žutim cvjetovima, od kraja svibnja. Naraste do 100 cm visine.

## Sastav
Sadrži na 100 g sviježe biljke, oko 87,6 gr vode,oko 2,27 gr bjelančevina, oko 3,37 gr vlakana, oko 0,60 gr masti i oko 2,29 gr ugljikohidrata.Od makroelemenata sadrži oko 481 mg kalija i oko 144 mg natrija,kalcija oko 131 mg i magnezija oko 43,3 mg kao i oko 60.4 mg fosfors te željeza oko 2,85 mg.Od mikroelemenata sadrži bakra oko 249 mkg,mangana oko 881 mkg i cinka oko 597 mkg.Sadrži i oko 38,7 mg vitamina C i oko 1,05 mg beta karotena.Od organskih kiselina nazastupljenija je oksalna s oko 436 mg.

## Vanjske poveznice
PFAF database Sonchus oleraceus